# Dahl (Solingen)
Dahl ist eine Hofschaft in der bergischen Großstadt Solingen. 

## Lage und Beschreibung
Dahl befindet sich im Süden Merscheids innerhalb des Stadtbezirks Ohligs/Aufderhöhe/Merscheid. Der Ort liegt im Talgrund des Viehbachtals am Rande eines Waldgebietes am Ufer des Viehbachs. Zu erreichen ist die Hofschaft durch eine Stichstraße, den Kyllmannweg, von der auf dem nördlichen Höhenrücken verlaufenden Merscheider Straße, die als Landesstraße 141 klassifiziert ist. Unweit südlich verläuft die Viehbachtalstraße, eine vierspurige Kraftfahrstraße zwischen Solingen-Mitte und Ohligs. Die zu dem Ort gehörenden Gebäude liegen an zwei kleinen Straßen im Talgrund, die den Namen Dahl tragen. Eine davon führt als Fußweg in das Viehbachtal und ist an die dortigen Wanderwege angeschlossen.
Benachbarte Orte sind bzw. waren (von Nord nach West): Bäckershof, Limminghofen, Scheuren, Waardt, Hübben, Schaafenmühle, Schmalzgrube, Dahler Hammer, Linden, Weckshäuschen und Merscheid.

## Etymologie
Der Ortsname kommt in vielen Gegenden vor. Er deutet auf die geografische Lage des Ortes im Tal (= Dahl) des Viehbach hin.

## Geschichte
Die Geschichte des Ortes reicht wahrscheinlich bis in das 14. Jahrhundert zurück. Er wird erstmals urkundlich als Daile im Jahre 1363 erwähnt. Im Zehntregister der Abtei Altenberg aus dem Jahre 1488 wird er als Hove im Daill erwähnt, also noch als Einzelhof. Nach dem Jahr 1600 wurde im Dahl mehr als ein Hektar Wald gerodet, in den Folgejahren entstanden auf den gerodeten Flächen mehrere Fachwerkgebäude.
Mehrere lokal bekannte Richter des Amtes Solingen hatten ihren Wohnsitz in Dahl, teilweise wurden auch die Gerichtsverhandlungen in der Hofschaft abgehalten. Auch ein Gefängnis im Keller eines der Gebäude gab es. Darum kam der Hofschaft in früheren Zeiten eine besondere Bedeutung zu. Zu den Richtern des Amtes Solingen zählten unter anderem Mitglieder der Familie Kyllmann, aus der mehrere Richter hervorgingen, sowie Rütger Vischer, der das Richterhaus zu Zeiten des Dreißigjährigen Krieges (1633–1646) bewohnte.
In dem Kartenwerk Topographia Ducatus Montani, Blatt Amt Solingen, von Erich Philipp Ploennies aus dem Jahre 1715 ist der Ort mit einer Hofstelle verzeichnet und als Dahl benannt. Er gehörte der Honschaft Barl innerhalb des Amtes Solingen an. Die Topographische Aufnahme der Rheinlande von 1824 verzeichnet den Ort als im Dahl und die Preußische Uraufnahme von 1844 als Dahl. In der Topographischen Karte des Regierungsbezirks Düsseldorf von 1871 ist der Ort ebenso als Dahl verzeichnet.
Nach Gründung der Mairien und späteren Bürgermeistereien Anfang des 19. Jahrhunderts gehörte Dahl zur Bürgermeisterei Merscheid, die 1856 zur Stadt erhoben und im Jahre 1891 in Ohligs umbenannt wurde.
1815/16 lebten 47, im Jahr 1830 67 Menschen im als Weiler mit Eisenhammer bezeichneten Dahl. 1832 war der Ort weiterhin Teil der Honschaft Barl innerhalb der Bürgermeisterei Merscheid, dort lag er in der Flur V. Merscheid. Der nach der Statistik und Topographie des Regierungsbezirks Düsseldorf als Hofstadt kategorisierte Ort besaß zu dieser Zeit 13 Wohnhäuser und zehn landwirtschaftliche Gebäude. Zu dieser Zeit lebten 53 Einwohner im Ort, davon zwei katholischen und 51 evangelischen Bekenntnisses. Die Gemeinde- und Gutbezirksstatistik der Rheinprovinz führt den Ort 1871 mit 14 Wohnhäusern und 81 Einwohnern auf. Im Gemeindelexikon für die Provinz Rheinland von 1888 werden für Dahl 17 Wohnhäuser mit 111 Einwohnern angegeben. 1895 besitzt der Ortsteil 19 Wohnhäuser mit 108 Einwohnern.
Beim Bau einer Kraftfahrstraße entging die Hofschaft nur knapp ihrer Zerstörung. Nur aufgrund des Widerstandes der lokalen Bevölkerung plante man die Straße mit einem anderen Verlauf, um den geschichtsträchtigen Ort herum. Die Viehbachtalstraße wurde schließlich in den 1980er Jahren gebaut, das heruntergekommene Richterhaus vorbildhaft saniert. Im Jahre 1993 wurde das sogenannte Peter-Knecht-Haus, Geburtshaus des Solinger Blankwaffenschmieds Peter Knecht, von der Hofschaft Schlicken nach Dahl transloziert. Es hatte in Schlicken dem Bau der Unnersberger Allee weichen müssen.

## Architektur und Denkmalschutz
Der Ort wird durch zwei über die Grenzen Solingens hinaus bekannte Fachwerkgebäude dominiert, das Richter- und das Schöffenhaus, die aus der ersten Hälfte des 17. Jahrhunderts stammen. Das Richterhaus, ein großvolumiges zweigeschossiges Fachwerkgebäude, besteht im Erdgeschoss aus Natursteinmauerwerk, das Fachwerk zeichnet sich durch ein sehr enges System aus Stützen und Riegeln aus. Für die denkmalgerechte Sanierung des Richterhauses erhielt der Solinger Unternehmer Thomas Herriger im Jahre 1990 eine Verdiensturkunde der Europa Nostra verliehen. Das Schöffenhaus wiederum verfügt über eine mit Holzschindeln versehene Westfassade. Dies stellt eine Besonderheit dar, da ab dem 19. Jahrhundert im Bergischen Land die Verwendung von Schiefer die witterungsanfälligen Holzverschindelungen an den meisten Häusern ersetzte.

Mit dem Ziel, das historische Siedlungsbild dauerhaft zu erhalten, wurde vom Rat der Stadt Solingen am 12. Dezember 1991 eine Denkmalbereichssatzung für die Hofschaft Dahl erlassen. Neben Richter- und Schöffenhaus sind darüber hinaus fünf Einzelobjekte in die Liste der Baudenkmäler in Solingen-Merscheid eingetragen, darunter auch Teile des Peter-Knecht-Hauses. Im nordöstlichen Bereich der Hofschaft ist zudem ein Feuerlöschteich erhalten. Der Dahler Bach, der ursprünglich vollständig verrohrt durch den Ort floss, ist in Teilen wieder freigelegt worden.

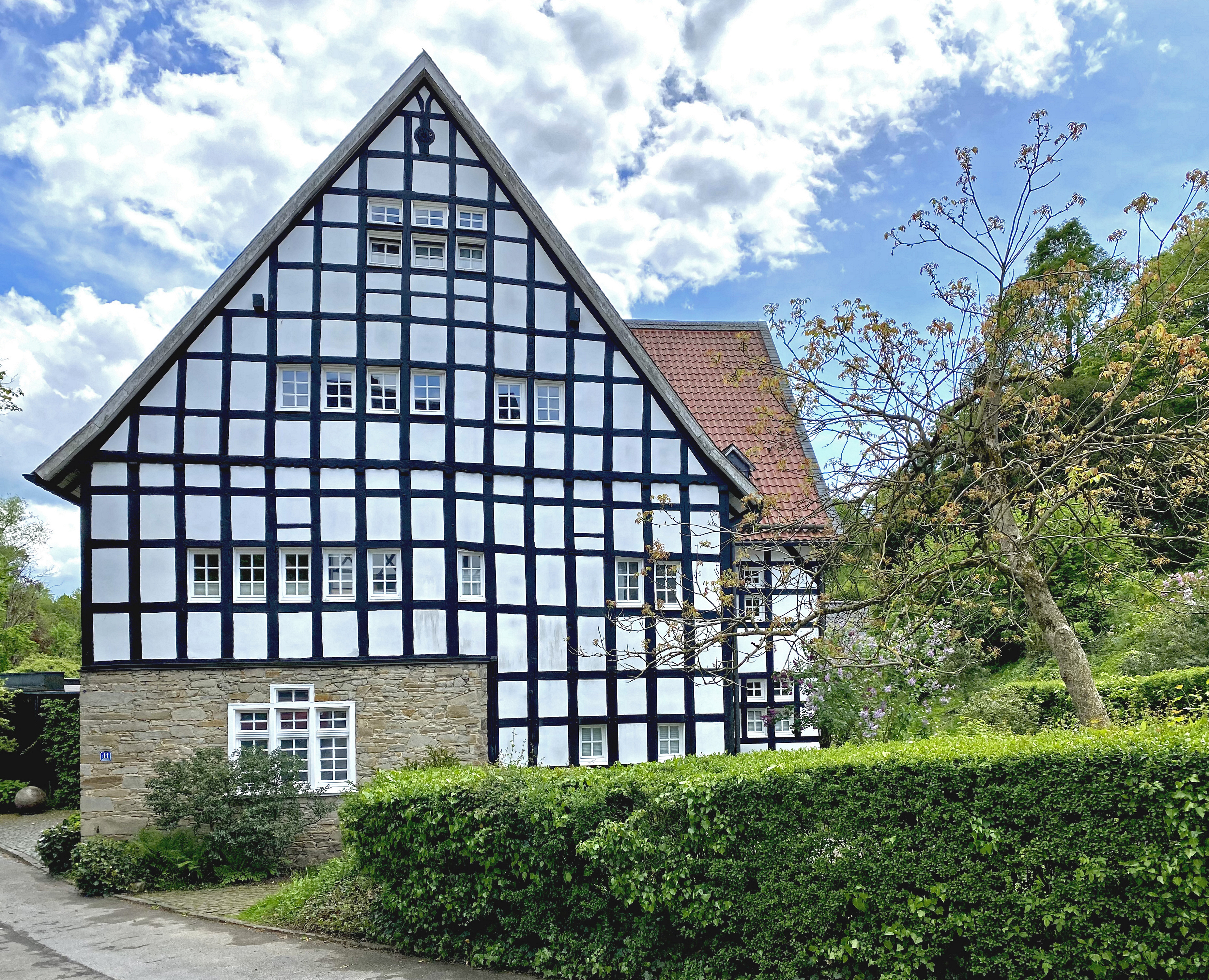
Richterhaus (Giebelseite)
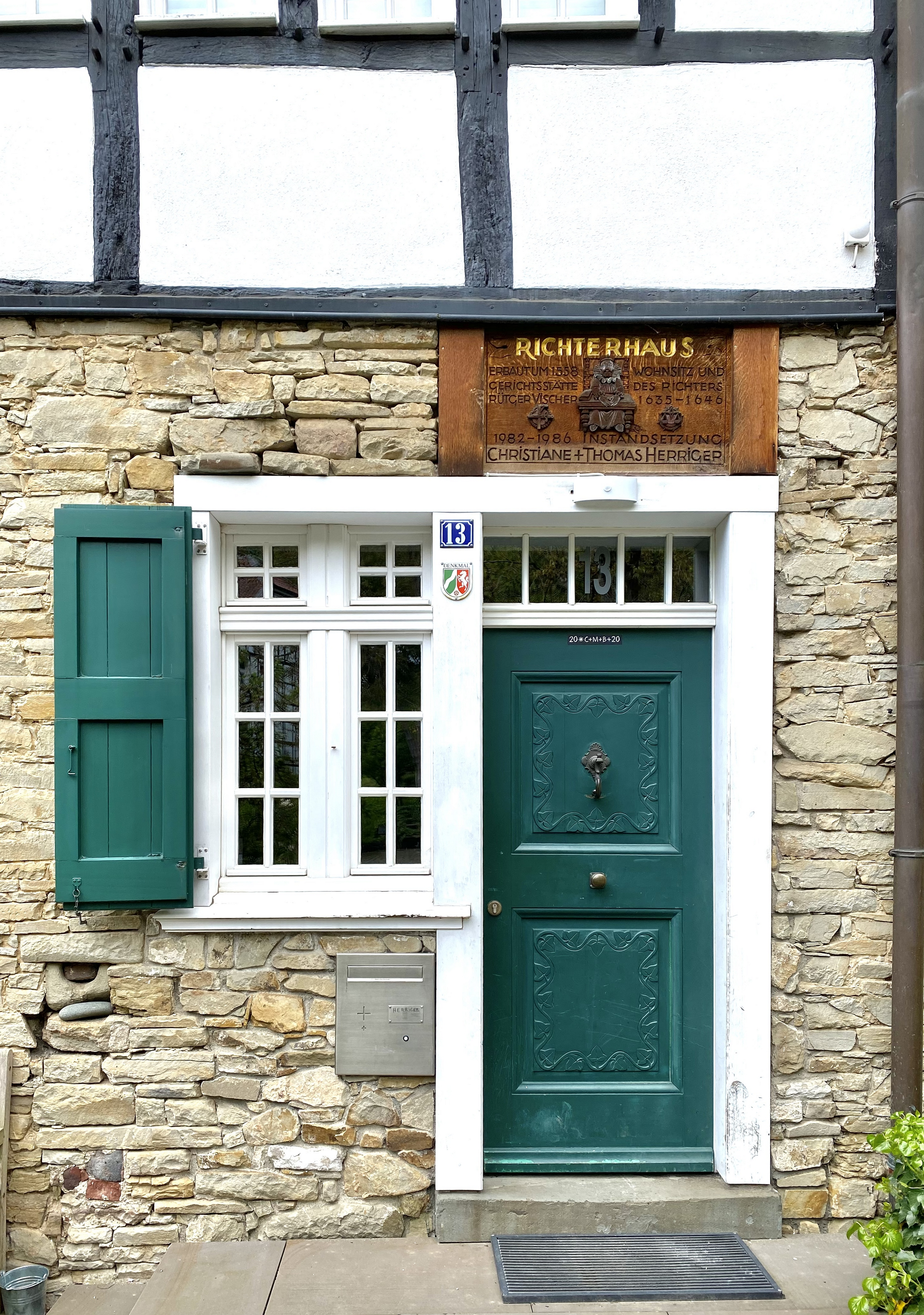
Richterhaus (Tür)
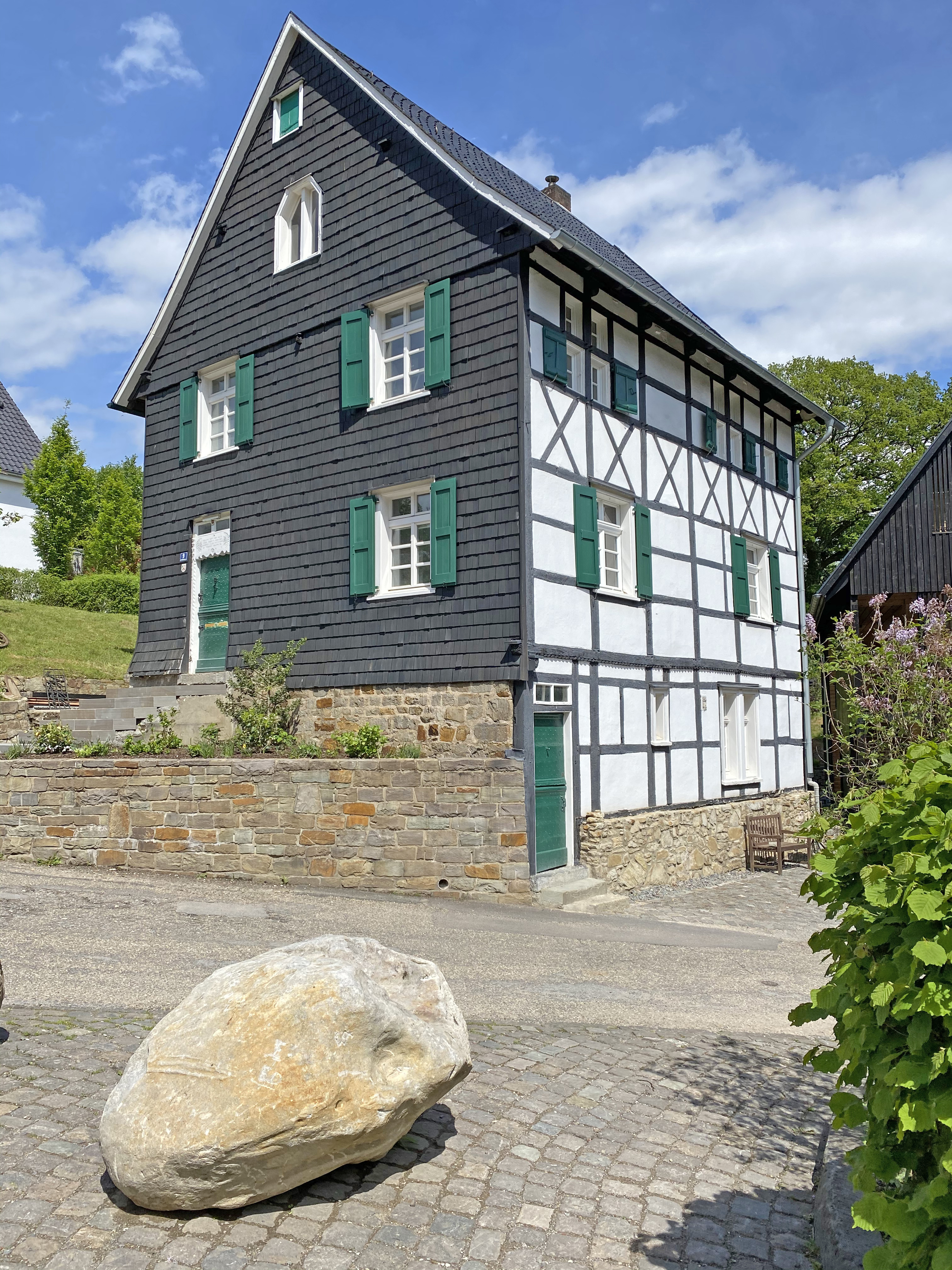
Schöffenhaus
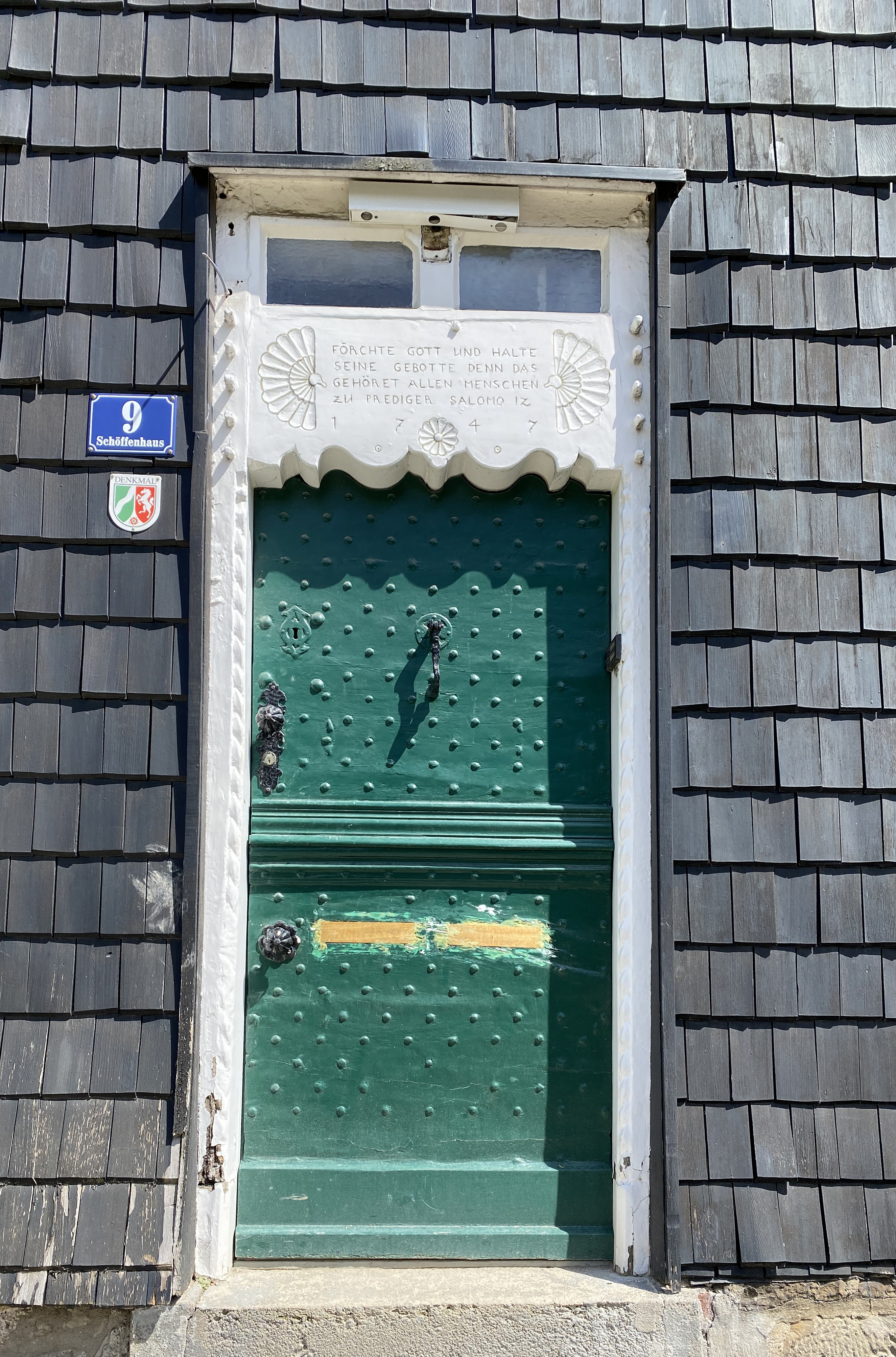
Schöffen-haus (Tür)
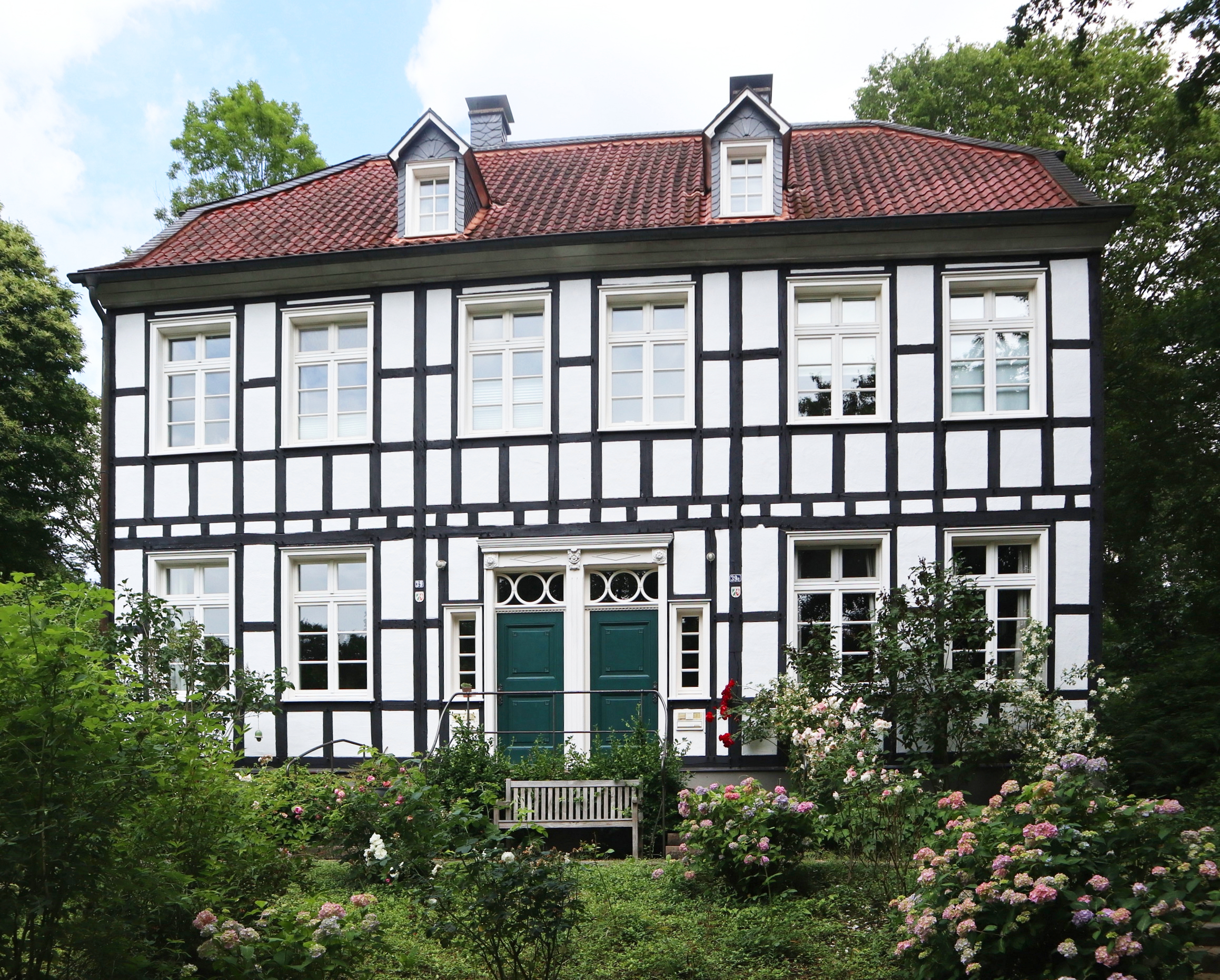
Peter-Knecht-Haus